# Toeristisch verhuurkantoor
Een toeristisch verhuurkantoor is een soort van reisbureau (of reisagentschap) die bemiddelt in de verhuur van vakantiewoningen, tegen een vergoeding. In Nederland zijn bonafide toeristische verhuurkantoren meestal aangesloten bij het Algemene Nederlandse Vereniging van Reisondernemingen (ANVR), de Stichting Garantiefonds Reisgelden (SGR), de Stichting Take Over (STO) en de Stichting Calamiteitenfonds Reizen. Dit betekent echter niet dat organisaties die hier niet bij aangesloten zijn onbetrouwbaar zijn.
In Vlaanderen is op 1 september 2007 een volledig nieuwe regelgeving van kracht geworden, die de wet van 1965 vervangt: het Decreet van 2 maart 2007 houdende het statuut van de reisbureaus (gepubliceerd in het Belgisch Staatsblad op 5 april 2007), met een uitvoeringsbesluit van 19 juli 2007 (gepubliceerd op 4 september 2007).  Dit Vlaams Decreet werd vanaf 1 januari 2014 afgeschaft.
In België moeten toeristische verhuurkantoren nu dus geen vergunning meer hebben.  Ze moeten wel beschikken over:
- financiële mogelijkheden – het eigen vermogen van de onderneming moet voldoende groot zijn;
- een verzekering tegen financieel onvermogen (om eventueel bij faling klanten terug te betalen, gestrande reizigers te repatriëren e.d.), ook een insolventieverzekering genoemd;  Deze verzekering wordt afgesloten bij het Garantiefonds Reizen of het Garantiefonds van De Europese.
- een verzekering burgerlijke aansprakelijkheid sluiten jegens de reizigers voor materiële of immateriële schade of schade voortvloeiend uit lichamelijke letsels;